# Cayetano Martínez de Irujo
Cayetano Luis Martínez de Irujo y Fitz-James Stuart (Madri, 4 de abril de 1963), IV Duque de Arjona e XIV Conde de Salvatierra, é um nobre e um ginete espanhol de equitação, na especialidade de saltos.

## Biografia

### Família
É o quinto filho, o último do sexo masculino, de Cayetana Fitz-James Stuart, XVIII duquesa de Alba, com o seu primeiro marido, Pedro Luis Martínez de Irujo y Artázcoz, falecido em 1972 devido a uma leucemia.
Foi casado, entre 2005 e 2007, com a mexicana Genoveva Casanova, com quem tem dois filhos, os gêmeos Luis e Amina, nascidos em julho de 2001.
Em meados dos anos 2010, falou da sua infância, do quão difícil havia sido a morte do pai e a relação com o segundo marido de sua mãe. "O vazio que meu pai deixou foi enorme", confessou ele na época.

### Interesses
"Sua vida é dedicada à hípica", escreve a revista Hola em sua biografia, destacando o fato dele ter aprendido a montar aos cinco anos de idade. Como ginete, participou das Olimpíadas e de diversos campeonatos. O El País escreveu em 2019, "que seu sonho era ter sido engenheiro agrônomo", mas que o segundo marido de sua mãe não permitiu.
Em meados de 2019 lançou o livro "De Cayetana a Cayetano", no qual, além de falar da relação com a mãe e os irmãos, escreveu também sobre seu problema com drogas e sobre abusos sexuais.  Meses depois, no entanto, ele disse que "havia pago um preço alto demais" ao ter falado sobre as relações familiares, porque isto havia causado o distanciamento de seus irmãos.

### Saúde
Cayetano sofre recorrentes problemas intestinais, tendo já sido operado diversas vezes.

### Polêmicas
Em 2011, num contexto de crise econômica e grande desemprego, realizou a seguinte declaração: "Os jornaleiros andaluzes têm pouca vontade de trabalhar."
Esta alegação foi repudiada por diferentes setores. Dias mais tarde, uma manifestação de trabalhadores tomou uma das suas muitas fazendas para pedir trabalho. Antes, ele havia afirmado que tinha sido mal interpretado.
No início de 2019, chegou a dizer que seus irmãos mais velhos o haviam expulsado da Casa de Alba. Em julho de 2019, para um especial na TV, disse que não concordava com a administração do irmão mais velho, Carlos, como Chefe da Casa de Alba. "Não acho certo que ele tenha transformado os palácios em museus", disse.  

## Carreira na equitação

### Olimpíadas
Participou nos Jogos Olímpicos de Barcelona 1992, conseguindo um 4º lugar nos saltos por equipes. 

### Campeonatos da Espanha
Em 2006, em Benahavís, tornou-se Campeão da Espanha de Saltos em Dupla com "Kesberoy St. Aubert", vencendo a dupla Rutherford Latham e Álvaro Muñoz Escassi. 

## Títulos nobiliárquicos
É Conde de Salvatierra desde 1994, por cessão de sua mãe, em 2013, uma nova distribuição de títulos dela o converte em Duque de Arjona.